# ラザル・パヴロヴィッチ
ラザル・パヴロヴィッチ（セルビア語: Лазар Павловић Lazar Pavlović，2001年11月2日 - ）は、ユーゴスラビア（現・セルビア）・ベオグラード出身のサッカー選手。ポジションはミッドフィールダー。

## 経歴

### クラブ
サボ・ミロシェビッチ監督によってトップチームに昇格し、背番号10番が与えられると、2019年5月15日、FKラドニチュキ・ニシュ戦にフル出場してトップチームデビューを果たし、チームはセルビア・カップの決勝に進出した。トップチームデビューから3日後に、初めてのプロ契約となる3年契約を締結した。

### 代表
U-17とU-19のセルビア代表に選出されている。

## タイトル

### クラブ
パルチザン・ベオグラード
- セルビア・カップ : 2018-19